# F. Ray Keyser

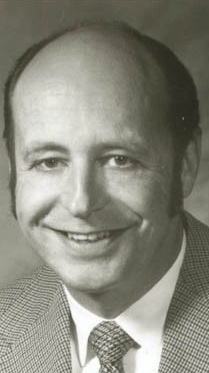
F. Ray Keyser

F. Ray Keyser (* 17. August 1927 in Chelsea, Vermont; † 7. März 2015 in Brandon, Vermont) war ein US-amerikanischer Politiker. Er war von 1961 bis 1963 Gouverneur des Bundesstaates Vermont.

## Frühe Jahre und politischer Aufstieg
Ray Keyser besuchte bis 1945 die Montpelier Highschool. Danach studierte er bis 1949 an der Tufts University. Mit einem Jurastudium an der Boston University beendete Keyser im Jahr 1952 seine Ausbildung. Bis 1965 arbeitete er in Chelsea bei der Kanzlei Wilson and Keyser. Im Jahr 1961 wurde er von der US-Handelskammer als einer der zehn fähigsten jungen Männer angesehen. Politisch wurde er Mitglied der Republikanischen Partei. Zwischen 1955 und 1960 war er Abgeordneter im Repräsentantenhaus von Vermont, wobei er ab 1958 Präsident des Hauses war. Von 1955 bis 1959 war er Mitglied und ab 1957 Vorsitzender der Interstate Cooperation Commission.

## Gouverneur von Vermont und weiterer Lebenslauf
Im Jahr 1960 wurde Keyser zum neuen Gouverneur seines Staates gewählt. Er trat seine zweijährige Amtszeit am 5. Januar 1961 an. In seiner Amtszeit wurden die staatlichen Parks ausgebaut und der Staatshaushalt ohne Steuererhöhungen ausgeglichen. Keyser förderte auch die Industrie in Vermont. Trotzdem wurde er bei den Gouverneurswahlen des Jahres 1962 von Philip H. Hoff, dem Kandidaten der Demokratischen Partei, geschlagen. Damit endete eine seit 1854 bestehende Ära, während der nur Republikaner in das Amt des Gouverneurs gewählt wurden.
Nach dem Ende seiner Gouverneurszeit arbeitete Keyser für die Vermont Marble Company, deren Präsident er wurde. Dieses Amt bekleidete er bis 1979. Im Jahr 1980 gründete er die Anwaltskanzlei Keyser and Crowley. Keyser war auch im Vorstand verschiedener Unternehmen wie der Central Vermont Railway oder der Union Fire Insurance Company. Mit seiner Frau Joan Friedgen hat Ray Keyser drei Kinder.